# Aeropuerto Internacional Juan Manuel Gálvez
El Aeropuerto Internacional Juan Manuel Gálvez (IATA: RTB, OACI: MHRO), es un aeropuerto internacional ubicado en la isla de Roatán, en el mar Caribe a 50 km (31 millas) de la costa norte de Honduras. Roatán está en el Departamento de Islas de la Bahía de Honduras.
El aeropuerto atiende el tráfico aéreo nacional e internacional de la isla, las ciudades cercanas y de la región. El aeropuerto lleva el nombre de Juan Manuel Gálvez (1889-1972), presidente de la República de Honduras en 1949-1952. Anteriormente se lo conocía como Aeropuerto Internacional de Roatán.

## Pista de aterrizaje

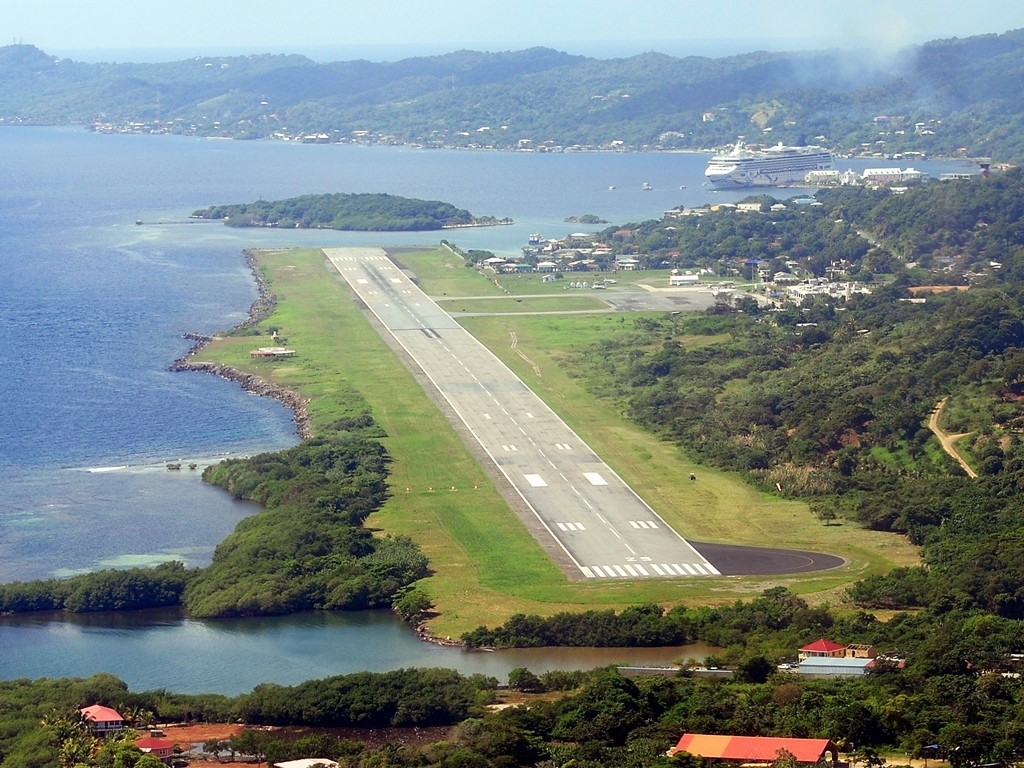
Vista desde el oriente de la pista de aterrizaje del aeropuerto. La terminal está ubicada a la derecha al norte de la pista y al fondo se encuentra el puerto de Roatán.

El aeropuerto está a una altitud de 6 m s. n. m. (20 pies). Tiene una pista designada como 07/25 con una superficie de asfalto que mide 2,090 por 45 m (6,857 pies × 148 pies).

## Aerolíneas y destinos

### Pasajeros

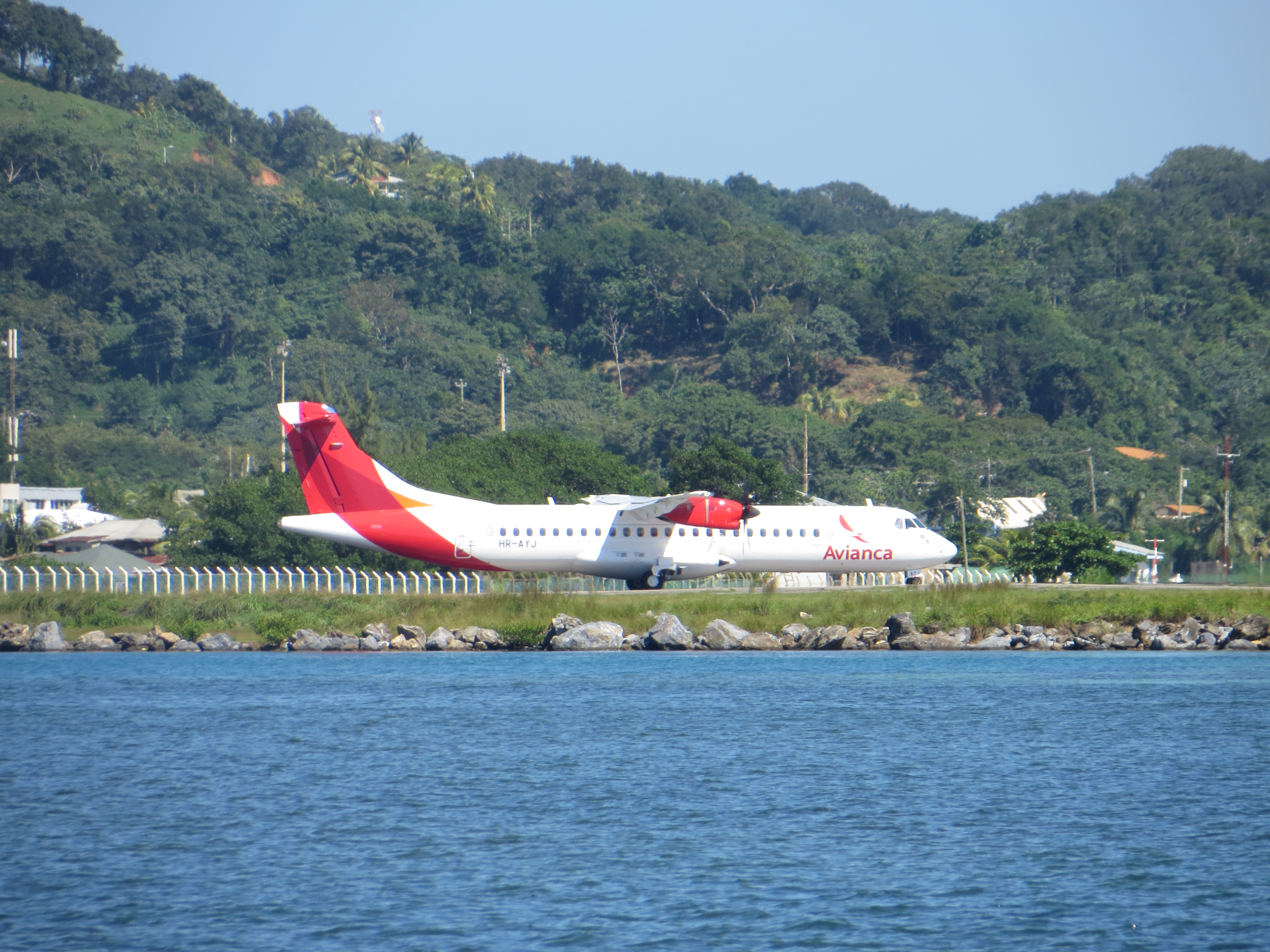
Un ATR 72 de Avianca Honduras rodando para despegar.

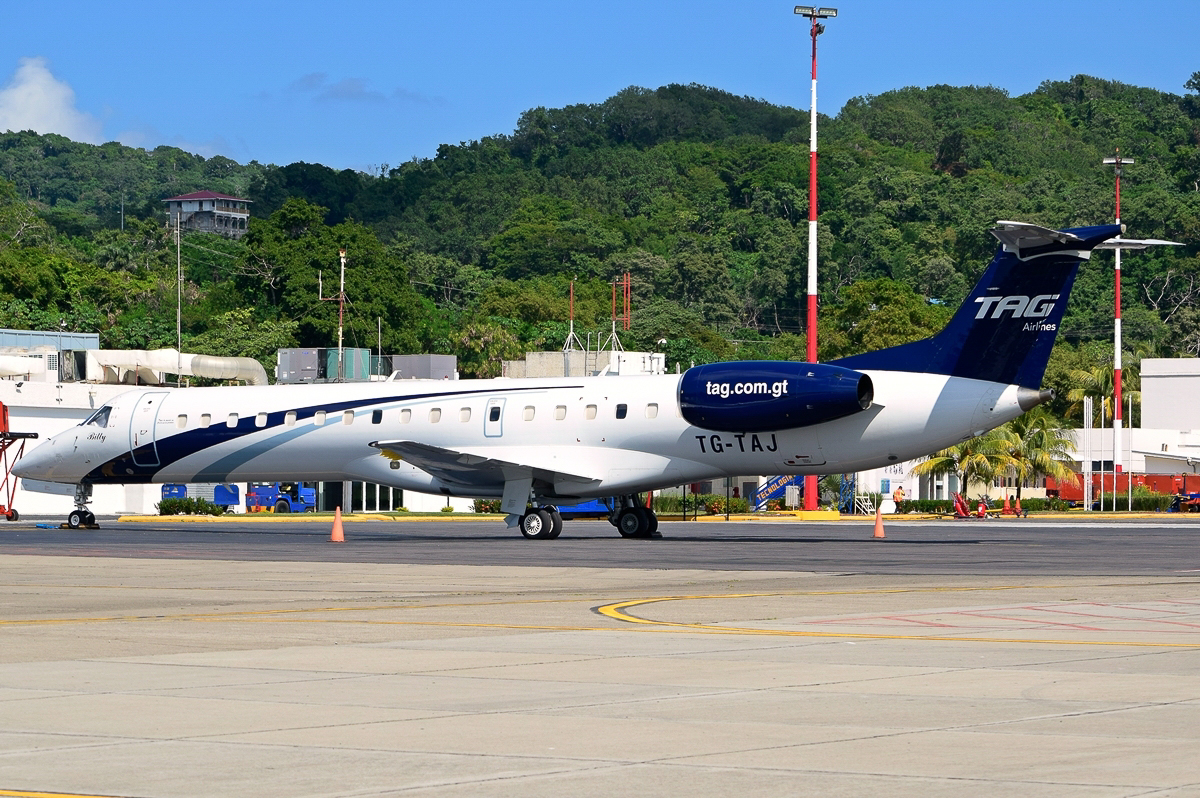
Embraer ERJ-145LR de TAG Airlines en el aeropuerto.

| Aerolíneas           | Destinos                                                                         |
| -------------------- | -------------------------------------------------------------------------------- |
| Aerolíneas Sosa      | La Ceiba, San Pedro Sula, Tegucigalpa                                            |
| American Airlines    | Dallas/Fort Worth, Miami                                                         |
| CM Airlines          | Guanaja, La Ceiba, San Pedro Sula, Tegucigalpa, Tegucigalpa/Comayagua, Utila     |
| Delta Air Lines      | Atlanta                                                                          |
| Lanhsa               | La Ceiba                                                                         |
| Sun Country Airlines | Estacional: Mineápolis/St Paul                                                   |
| TAG Airlines         | Ciudad de Guatemala                                                              |
| TAH Airlines         | San Pedro Sula                                                                   |
| Tropic Air           | Ciudad de Belice                                                                 |
| United Airlines      | Houston–Intercontinental Estacional: Denver                                      |
| WestJet              | Estacional: Montreal–Trudeau (inicia el 8 de diciembre de 2025), Toronto–Pearson |

### Destinos nacionales
Se brinda servicio a 6 ciudades dentro del país a cargo de 4 aerolíneas.
| Guanaja (GJA)        | • |   |   |   |   | 1 |
| La Ceiba (LCE)       | • | • | • |   |   | 3 |
| San Pedro Sula (SAP) | • | • |   | • |   | 3 |
| Tegucigalpa (TGU)    | • | • |   |   |   | 2 |
| Tegucigalpa (XPL)    | • |   |   |   |   | 1 |
| Útila (UII)          | • |   |   |   |   | 1 |
| Total                | 6 | 3 | 1 | 1 | 0 | 6 |

### Destinos internacionales

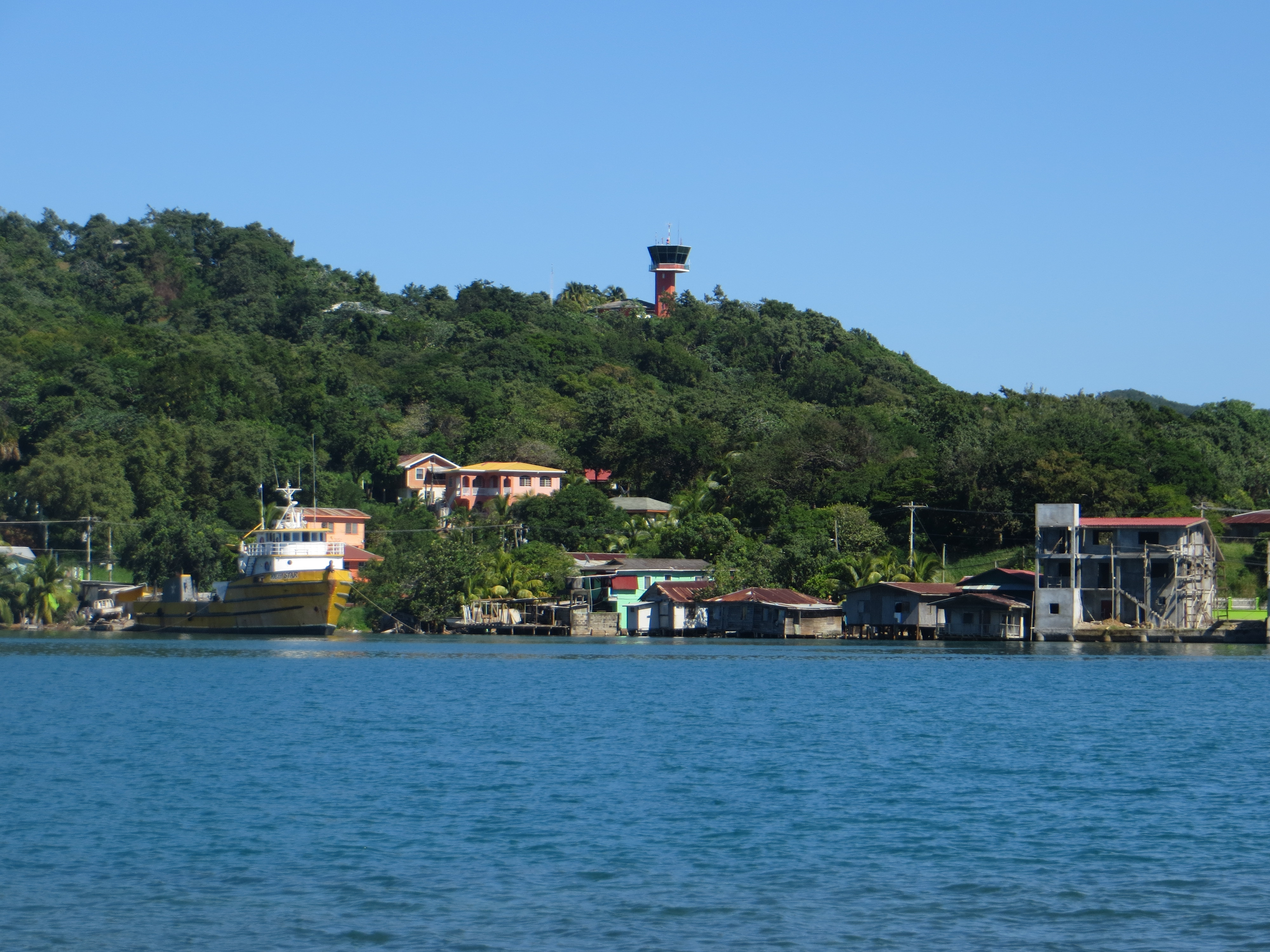
Vista de la torre de control del aeropuerto, ubicada en una colina al norte de la pista de aterrizaje.

Se ofrece servicio a 10 destinos internacionales (4 estacionales), a cargo de 7 aerolíneas.
| Ciudades por países                                         | Nombre del aeropuerto                             | Aerolíneas                                              |
| Norteamérica                                                | Norteamérica                                      | Norteamérica                                            |
| ----------------------------------------------------------- | ------------------------------------------------- | ------------------------------------------------------- |
| Canadá (2 destinos [estacionales], 1 aerolínea)             |                                                   |                                                         |
| Montreal                                                    | Aeropuerto Internacional Pierre Elliott Trudeau   | WestJet (Estacional) (inicia el 8 de diciembre de 2025) |
| Toronto                                                     | Aeropuerto Internacional Toronto Pearson          | WestJet (Estacional)                                    |
| Estados Unidos (6 destinos [2 estacionales], 4 aerolíneas)  |                                                   |                                                         |
| Atlanta                                                     | Aeropuerto Internacional Hartsfield-Jackson       | Delta Air Lines                                         |
| Dallas                                                      | Aeropuerto Internacional de Dallas-Fort Worth     | American Airlines                                       |
| Denver                                                      | Aeropuerto Internacional de Denver                | United Airlines (Estacional)                            |
| Houston                                                     | Aeropuerto Intercontinental George Bush           | United Airlines                                         |
| Miami                                                       | Aeropuerto Internacional de Miami                 | American Airlines                                       |
| Mineápolis                                                  | Aeropuerto Internacional de Mineápolis-Saint Paul | Sun Country Airlines (Estacional)                       |
| Centroamérica y El Caribe                                   |                                                   |                                                         |
| Belice (1 destino, 1 aerolínea)                             |                                                   |                                                         |
| Ciudad de Belice                                            | Aeropuerto Internacional Philip S. W. Goldson     | Tropic Air                                              |
| Guatemala (1 destino, 1 aerolínea)                          |                                                   |                                                         |
| Ciudad de Guatemala                                         | Aeropuerto Internacional La Aurora                | TAG Airlines                                            |
| Total: 10 destinos (4 estacionales), 4 países, 7 aerolíneas |                                                   |                                                         |

## Aeropuertos cercanos
Los aeropuertos más cercanos son:
- Aeropuerto de Utila (46 km)
- Aeropuerto de Guanaja (66 km)
- Aeropuerto Internacional Golosón (73 km)
- Aeropuerto de Tela (120 km)
- Aeropuerto Internacional Ramón Villeda Morales (178 km)